# ManagerDream Fotbollförening Köping
O Köping FF Fotboll, ou simplesmente Köping FF, é um clube de futebol da Suécia fundado em 21 de novembro de 1990. Sua sede fica localizada em Köping.